# Merseyside
Il Merseyside (pronuncia [ˈmɜrzisaɪd], 1 365 900 abitanti, capoluogo Liverpool) è una contea metropolitana inglese, situata nella regione inglese del North West. Tale contea prende il nome dal fiume Mersey e comprende la conurbazione dell'estuario del Mersey a Liverpool. La contea fu istituita nel 1974 dalla Legge sulle autonomie locali del 1972, distaccandola dal Lancashire.
La Merseyside comprende i distretti metropolitani di Liverpool, Knowsley, Sefton, St Helens e Wirral. La contea è divisa in due parti dall'estuario del fiume Mersey, il Wirral è posizionato sulla riva occidentale dell'estuario, fino a raggiungere la penisola di Wirral e il resto della contea è loocalizzato nella riva orientale dell'estuario. La parte settentrionale del Merseyside confina a nord con il Lancashire, a est con Grande Manchester e con il Cheshire a sud.
Le due parti sono legate dal tunnel stradale Mersey Tunnel, dal tunnel ferroviario Mersey Railway e dal famoso traghetto Mersey Ferry.
Un altro borgo parte dell'area urbana è Halton: quest'area è detta informalmente Greater Merseyside o Greater Liverpool.

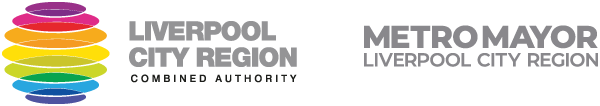
Logo della Liverpool City Region

Come curiosità linguistica, tradizionalmente le località di questa zona vengono identificate dalla preposizione on (sul) invece di in (nel), parlando, quindi, di sul Merseyside invece di nel Merseyside. Attualmente sembra che venga fatta distinzione tra le localizzazioni geografiche riferite al "Merseyside" (come il "Greater Merseyside" suddetto) per le quali è più appropriata la preposizione on, mentre riferendosi alla contea, viene usata in.

## Storia e amministrazione

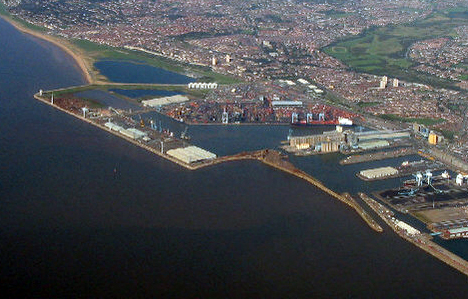
Il Porto di Liverpool, a Seaforth. Il Merseyside si trova nell'estuario del Mersey.

Un'area metropolitana denominata Merseyside fu proposta dalla commissione che stipulò il Rapporto Redcliffe-Maud e avrebbe dovuto coprire il Lancashire sudoccidentale ed il Cheshire nord-occidentale, estendendosi a sud di Chester ed a nord del fiume Ribble. Questa suddivisione avrebbe dovuto includere quattro distretti: Southport/Crosby, Liverpool/Bootle, St Helens/Widnes e la Penisola di Wirral/Chester.
Il rapporto fu rifiutato dal partito conservatore inglese al governo dopo le elezioni generali della Regno Unito del 1970, ma fu conservato il concetto di un'area metropolitana a doppio livello basata sull'area del Mersey. L'Atto del Governo Locale del 1972 presentato al Parlamento inglese comportò un notevole cambiamento, escludendo le aree più settentrionali e meridionali, escludendo Chester e Ellesmere Port ed includendo Southport, il cui consiglio chiese di essere incluso in tale area. Ulteriori modifiche furono fatte dal parlamento, Skelmersdale fu rimossa dall'area del Merseyside e fu proposto un distretto che includesse St Helens e Huyton, suddivise negli attuali distretti metropolitani di St Helens e Knowsley.
Il Merseyside fu creato il 1º aprile 1974 dalle aree che facevano parte delle contee amministrative di Lancashire e Cheshire, insieme ai distretti di Birkenhead, Wallasey, Liverpool, Bootle e St Helens.

Stemma del vecchio consiglio provinciale

Tra il 1974 e il 1986 la contea ebbe un sistema di governo locale a doppio livello con cinque distretti che condividevano il potere con il consiglio di contea del Merseyside. Tuttavia, nel 1986 il governo di Margaret Thatcher abolì il consiglio di contea insieme a tutti i consigli di contea metropolitani ed in questo modo i distretti del Merseyside diventarono autorità unitarie. Il Merseyside però continuò legalmente come una delle contee cerimoniali d'Inghilterra.
Nonostante l'abolizione del consiglio di contea, alcuni servizi locali erano ancora attivi a livello di "contea allargata" amministrata dai cinque distretti metropolitani. Questi servizi includevano i servizi di polizia Merseyside Police, i vigili del fuoco, il trasporto-passeggeri Merseyside Passenger Transport Executive, ed il servizio delle discariche. Ma mancanza di una guida comune portò comunque inefficienze.

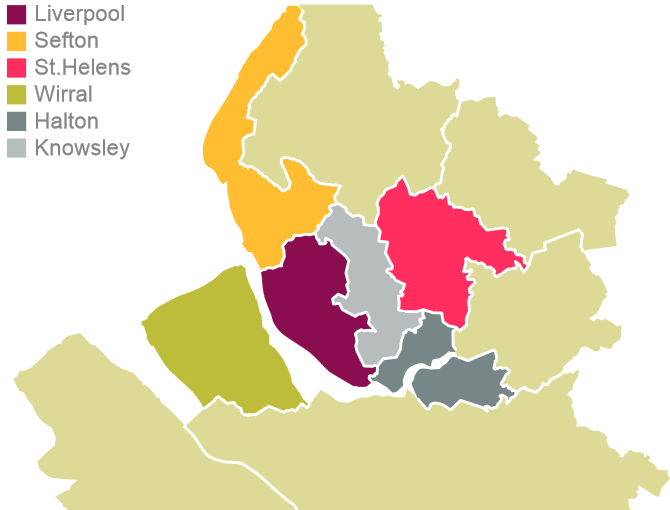
Liverpool City Region

Sull’esempio della vicina Manchester, si studiò quindi una formula di governo metropolitano. A differenza della Grande Manchester tuttavia, nel caso del Merseyside vennero al pettine le incongruenze del suo concepimento. Lo stesso nome della contea, dove non trova evidenza il nome del capoluogo, fu oggetto di critiche cui non fu estraneo un certo campanilismo rispetto proprio alla vicina mancuniana. La Liverpool City Region nacque dunque più ampia del vecchio Merseyside, includendo anche il borgo di Halton e su queste basi divenne un’autorità combinata con un sindaco metropolitano dal 2017.

### Suddivisioni
| dopo il 1974        | dopo il 1974 | dopo il 1974          | prima del 1974  | prima del 1974                                                      | prima del 1974                      | prima del 1974            |
| Metropolitan county | Metropolitan county                                                                                              | Metropolitan borough  | County boroughs | Non-county boroughs                                                 | Urban districts                     | Rural districts           |
| ------------------- | --- | --------------------- | --------------- | ------------------------------------------------------------------- | ----------------------------------- | ------------------------- |
|                     | Merseyside è una fusione di 22 ex distretti governativi locali, inclusi sei borough della contea e due municipi. | 3. Knowsley           |                 |                                                                     | Huyton with Roby • Kirkby • Prescot | West Lancashire • Whiston |
| 1. Liverpool        | Merseyside è una fusione di 22 ex distretti governativi locali, inclusi sei borough della contea e due municipi. | Liverpool             |                 |                                                                     |                                     |                           |
| 2. Sefton           | Merseyside è una fusione di 22 ex distretti governativi locali, inclusi sei borough della contea e due municipi. | Bootle • Southport    | Crosby          | Formby • Litherland                                                 | West Lancashire                     |                           |
| 4. St Helens        | Merseyside è una fusione di 22 ex distretti governativi locali, inclusi sei borough della contea e due municipi. | St Helens             |                 | Ashton-in-Makerfield • Billinge and Winstanley • Haydock • Rainford | Whiston                             |                           |
| 5. Wirral           | Merseyside è una fusione di 22 ex distretti governativi locali, inclusi sei borough della contea e due municipi. | Birkenhead • Wallasey | Bebington       | Hoylake • Wirral                                                    |                                     |                           |

## Monumenti e luoghi d'interesse
- Anfield
- Gambier Terrace
- Albert Dock
- Cavern Club
- Croxteth Hall
- Goodison Park
- Speke Hall
- Mersey Tunnels - Queensway e Kingsway
- Tate Liverpool, una succursale della Tate Gallery
- Lady Lever Art Gallery
- Liverpool Museum
- Merseyside Maritime Museum
- HM Customs & Excise National Museum
- Museum of Liverpool Life
- Walker Art Gallery
- Cattedrale di Liverpool
- Cattedrale di Cristo Re
- Port Sunlight
- Leasowe Castle
- Bidston Windmill
- Leasowe Lighthouse
- Hilbre Island
- North Wirral Coastal Park

## Rappresentanza parlamentare
Il Merseyside ha 15 deputati.
- Birkenhead
- Bootle
- Ellesmere Port and Bromborough
- Knowsley
- Liverpool Garston
- Liverpool Riverside
- Liverpool Walton
- Liverpool Wavertree
- Liverpool West Derby
- Sefton Central
- Southport
- St Helens North
- St Helens South and Whiston
- Wallasey
- Widnes and Halewood
- Wirral West

## Situazione attuale
Molte organizzazioni usano ancora il vecchio nome di "Merseyside", come il tribunale di Liverpool per esempio, registrato su internet con il dominio merseysidemcc.org.uk  il 25 marzo 2000, oltre un decennio dopo l'abolizione del consiglio del Merseyside.